# Gnisvärd

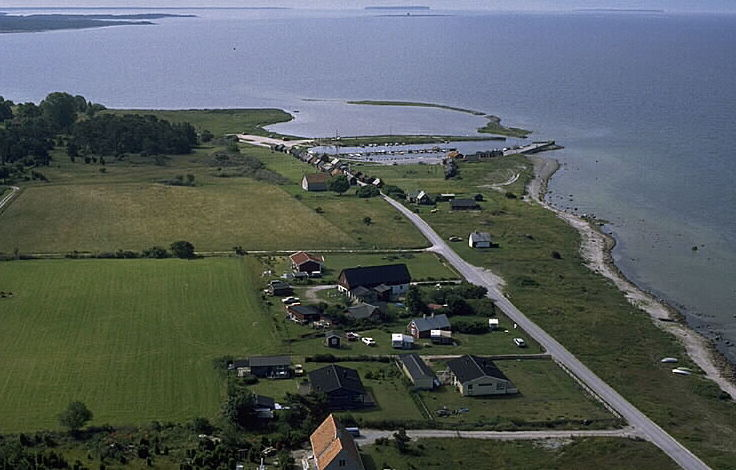
Fischerstelle Gnisvärd

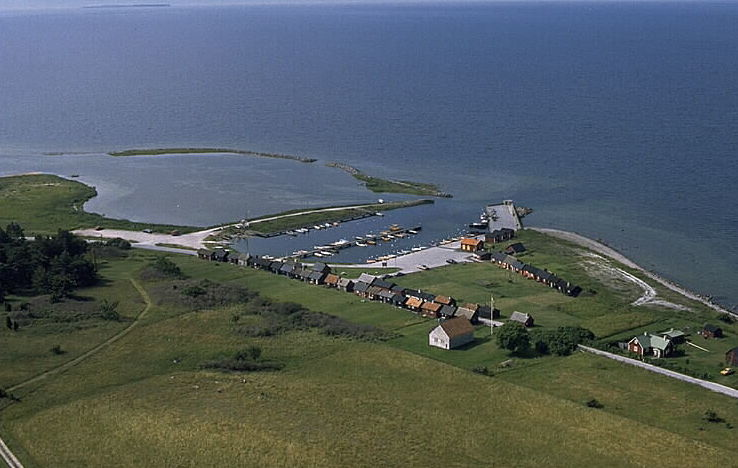
Fischerstelle Gnisvärd

Gnisvärd war einst Gotlands größte Fischerstelle. Etwa 40 Hütten aus Stein oder Holz liegen auf beiden Seiten eines parallel zum Strand verlaufenden Weges.  Zwischen den Hütten liegt ein Trockenplatz für Netze (schwedisch gistgård). Eine Steinkapelle (schwedisch Strandkyrkan) von 1839 trägt ergänzt den  Ort. Zusammen mit zehn weiteren Fischerstellen auf Gotland wird Gnisvärd aufgrund seiner kulturgeschichtlichen Bedeutung als Reichsinteresse angesehen.

## Småort Gnisvärd-Smågårde
Gnisvärd-Smågårde ist ein kleiner Ort (schwedisch småort) mit
126 Einwohnern
im Kirchspiel (schwedisch socken) Tofta, in der Kirchengemeinde (schwedisch församling) Eskelhem-Tofta auf der schwedischen Insel Gotland, der direkt nördlich des Strandbads Tofta Bad (oder Tofta Strand) liegt. Gnisvärd liegt an der gotländischen Westküste und Smågårde etwa einen Kilometer landeinwärts.

## Sehenswürdigkeiten
Die Schiffssetzungen bei Gnisvärd und der Dolmen Toftadös wurden in die Bronzezeit datiert.

## Galerie

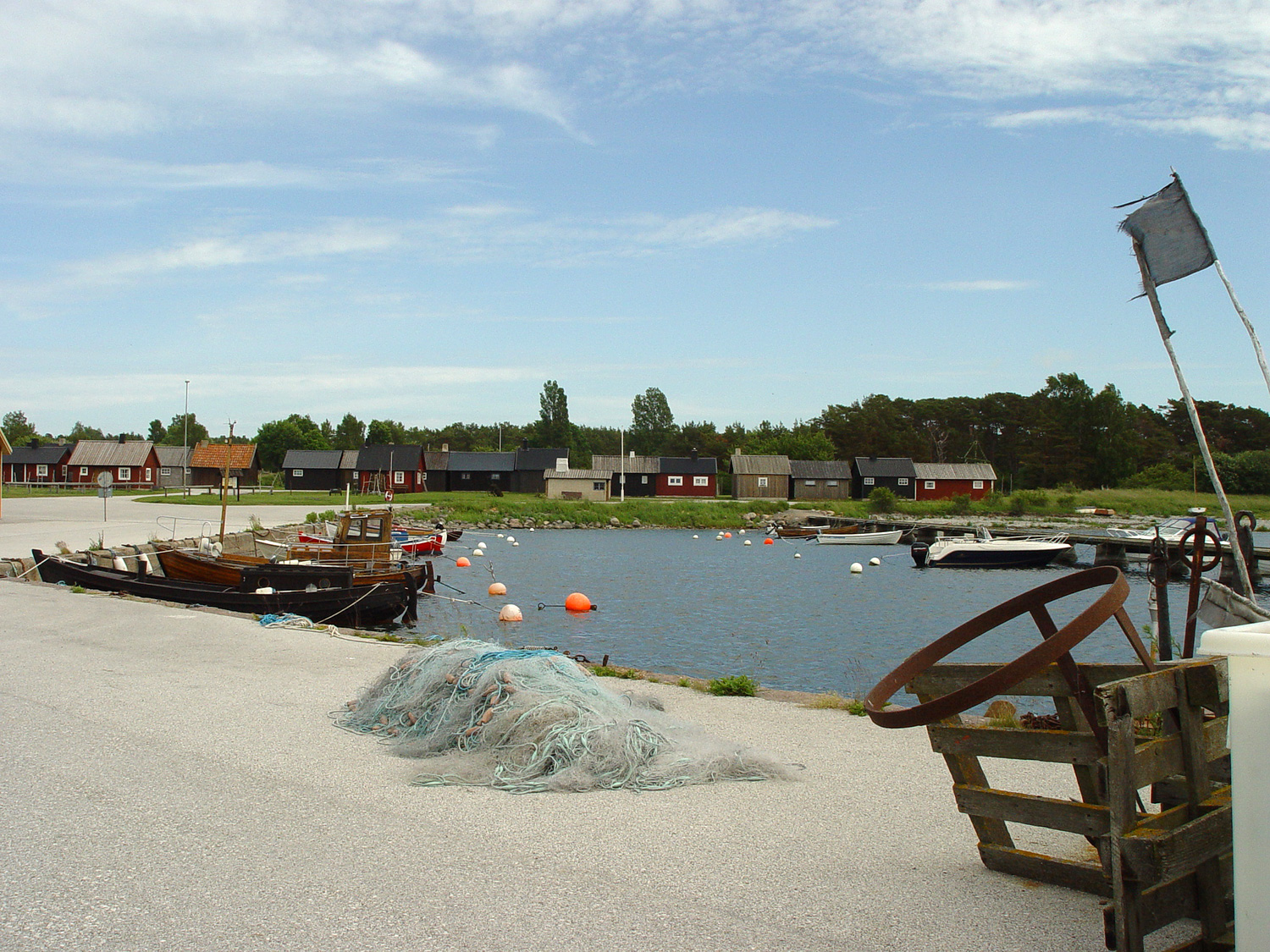
Fischerstelle Gnisvärd
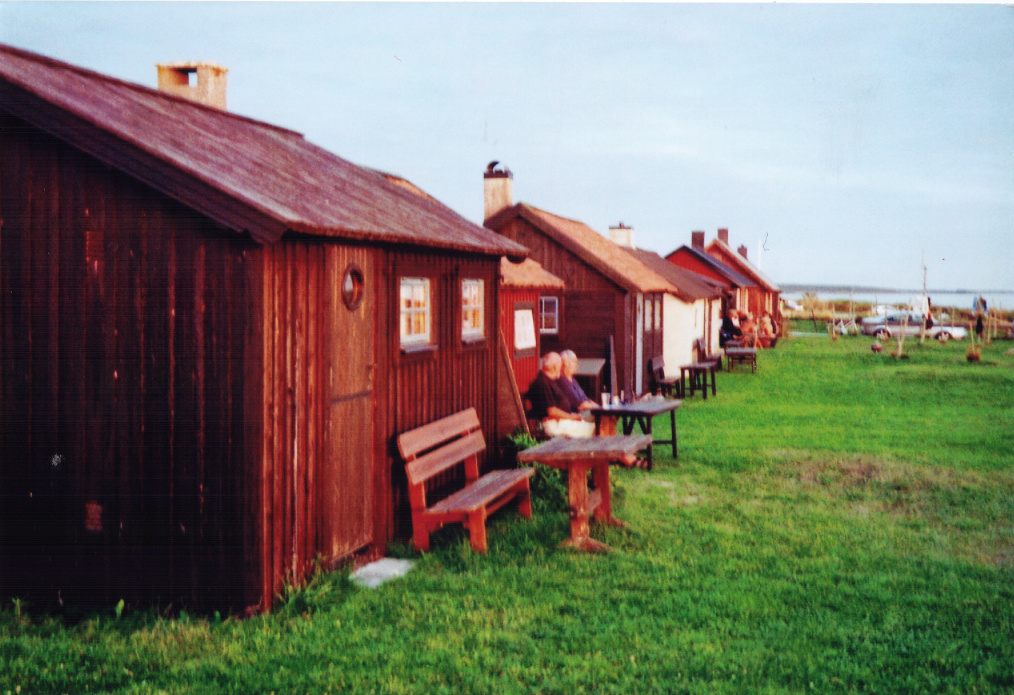
Fischerstelle Gnisvärd
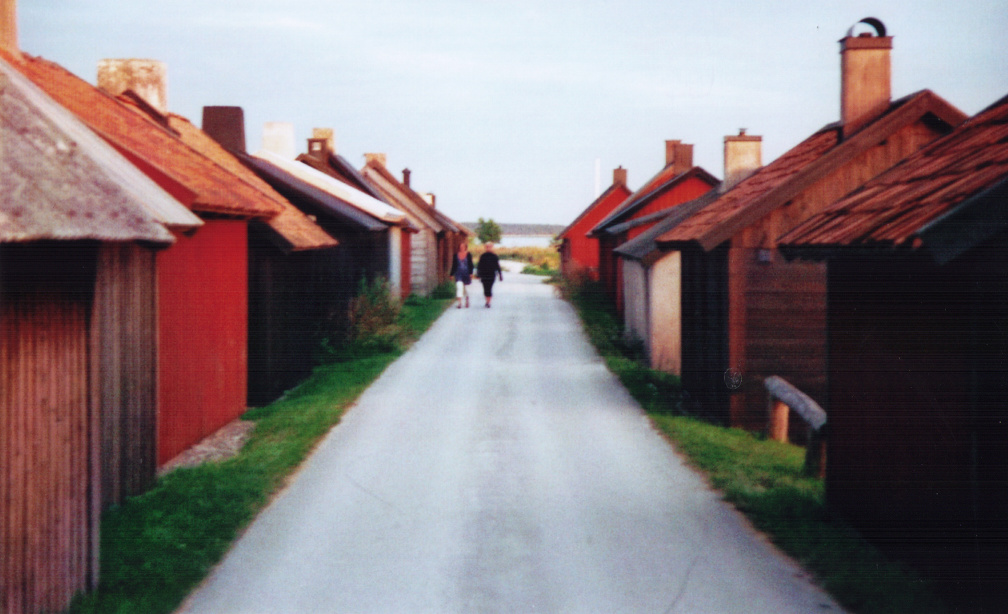
Fischerstelle Gnisvärd
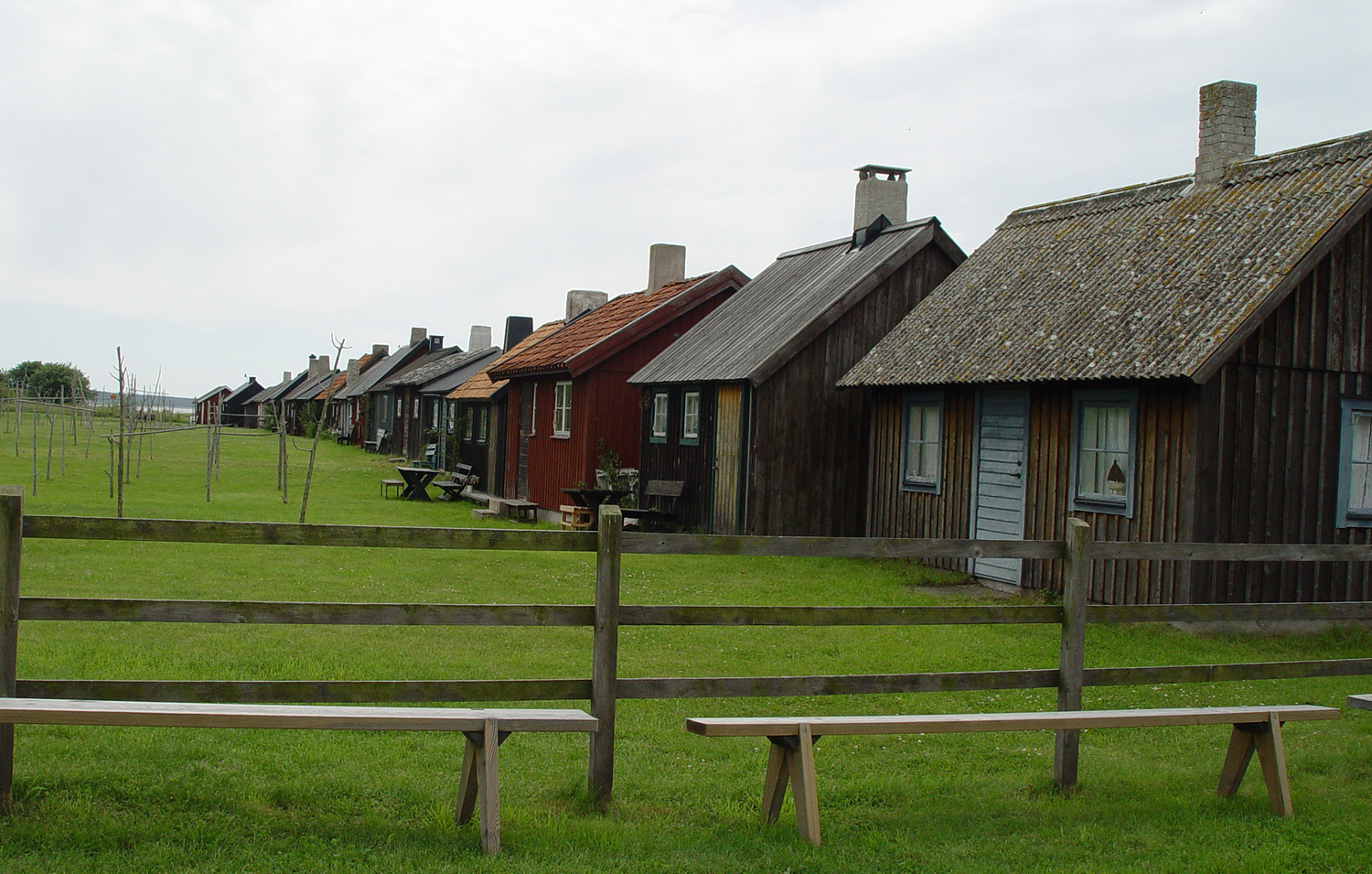
Fischerstelle Gnisvärd
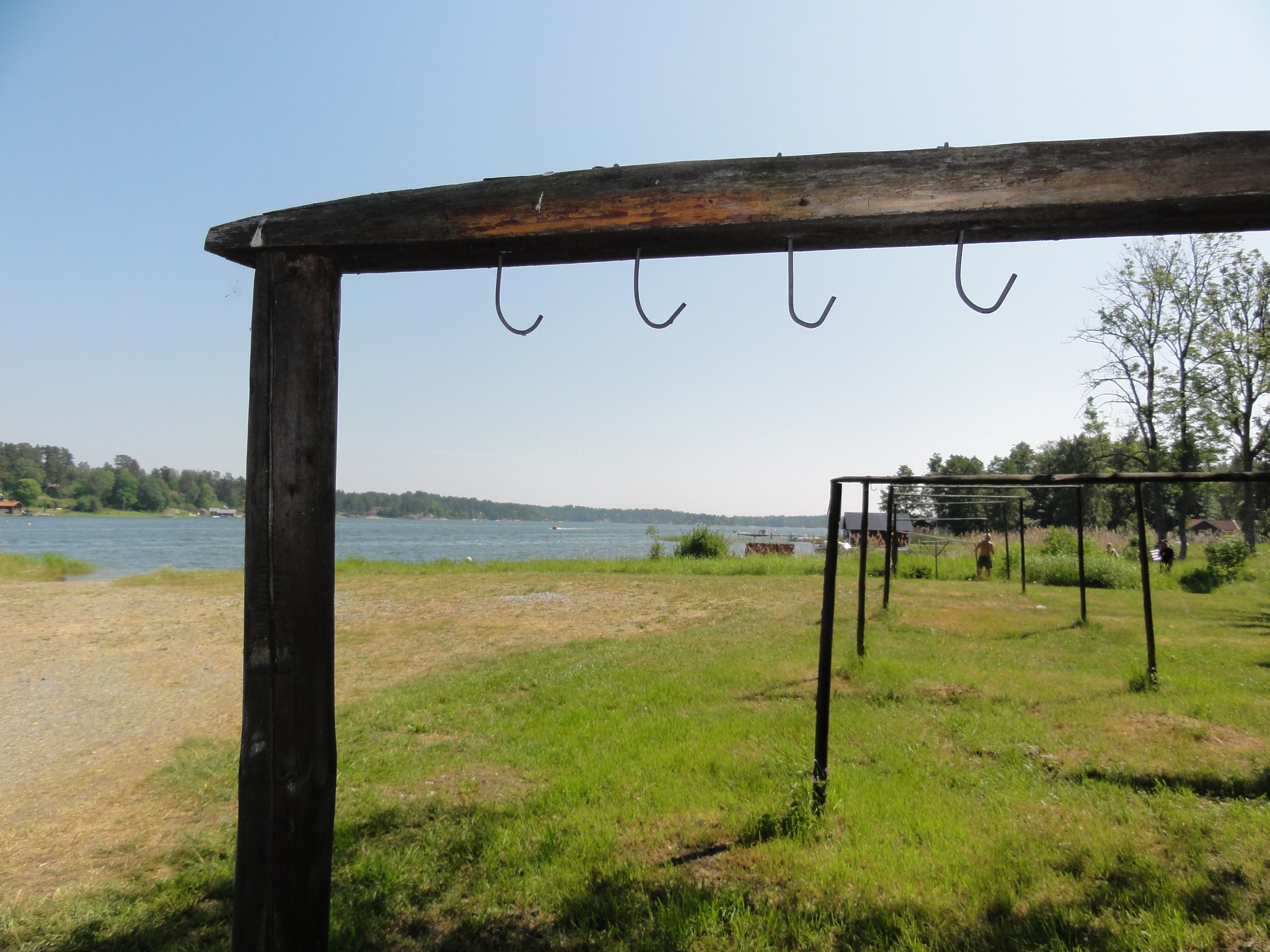
Gistgård (Trockenplatz für Netze)

## Belege
1. ↑  Småorternas landareal, folkmängd och invånare
2. ↑  Riksintressen Gotland. (PDF; 75 kB) In: Riksantikvarieämbetet. Abgerufen am 16. Februar 2012 (schwedisch).
3. ↑  ”Småorter; arealer, befolkning 2005”. In: Statistiska centralbyrån. Abgerufen am 16. Februar 2012 (schwedisch).
4. ↑  Einwohnerzahlen småort. (xls; 727 kB) Abgerufen am 2. Februar 2013 (schwedisch).